# Delegacions del Districte Federal
La ciutat de Mèxic, com a capital de la federació mexicana és alhora el Districte Federal. Administrativament i políticament es divideix en setze delegacions (delegaciones, en castellà), o subdistrictes. Com a unitat administrativa, les delegacions foren creades després de l'abolició dels municipis del Districte Federal el 1921. Se'n van establir dotze, de delegacions, i un "Departament Central", posteriorment conegut com la "ciutat de Mèxic". El 1970, es crearen quatre delegacions més, en dividir el territori que conformava la "ciutat de Mèxic". A partir de llavors, hi hagué una llacuna legal per definir o distingir entre la ciutat de Mèxic i el Districte Federal, fins al 1993 en què, mitjançant una reforma constitucional, s'establí la sinonímia entre ambdós conceptes.
Com a capital de la federació, el Districte Federal era governat directament pel poder executiu de la federació, el president de Mèxic, el qual designava el cap de govern, i aquest, al seu torn, designava els "caps delegacionals" (jefes delegacionales en castellà), encarregats de la gestió dels serveis públics de les delegacions. A partir del 2000, els ciutadans de cadascuna de les delegacions elegeixen, per sufragi universal directe, els caps delegacionals.
El Districte Federal i els estats de la federació es coneixen com a "entitats federatives" i són divisions administratives de primer nivell. Per tant, tot i no ser iguals ni gaudir de les mateixes prerrogatives, les delegacions sovint es comparen en estadístiques oficials, amb els municipis de Mèxic, les subdivisions dels estats.
Les setze delegacions que conformen el Districte Federal són:
| 1. Álvaro Obregón 2. Azcapotzalco 3. Benito Juárez 4. Coyoacán 5. Cuajimalpa 6. Cuauhtémoc 7. Gustavo A. Madero 8. Iztacalco | 9. Iztapalapa 10. Magdalena Contreras 11. Miguel Hidalgo 12. Milpa Alta 13. Tláhuac 14. Tlalpan 15. Venustiano Carranza 16. Xochimilco |